# Sportverein Stuttgarter Kickers 1984-1985
Questa voce raccoglie le informazioni riguardanti lo Sportverein Stuttgarter Kickers nelle competizioni ufficiali della stagione 1984-1985.

## Stagione
Nella stagione 1984-1985 il Stuttgarter Kickers, allenato da Horst Buhtz e Dieter Renner, concluse il campionato di 2. Bundesliga al 9º posto. In Coppa di Germania il Stuttgarter Kickers fu eliminato al primo turno dal Colonia.

## Rosa
| N. |                        | Ruolo | Calciatore        |
| -- | ---------------------- | ----- | ----------------- |
|    | Polonia (bandiera)     | P     | Waldemar Cimander |
|    | Germania (bandiera)    | P     | Paul Hesselbach   |
|    | Germania (bandiera)    | P     | Uwe Müller        |
|    | Germania (bandiera)    | D     | Rainer Ackermann  |
|    | Germania (bandiera)    | D     | Stefan Bethäuser  |
|    | Germania (bandiera)    | D     | Dieter Finke      |
|    | Germania (bandiera)    | D     | Ralf Forster      |
|    | Germania (bandiera)    | D     | Joachim Müller    |
|    | Germania (bandiera)    | C     | Andreas Hägele    |
|    | Inghilterra (bandiera) | C     | Peter Hobday      |
|    | Germania (bandiera)    | C     | Arthur Jeske      |
|    | Germania (bandiera)    | C     | Eckehard Müller   |

| N. |                     | Ruolo | Calciatore        |
| -- | ------------------- | ----- | ----------------- |
|    | Germania (bandiera) | C     | Horst Raubold     |
|    | Germania (bandiera) | C     | Bernd Schindler   |
|    | Germania (bandiera) | C     | Thomas Siegmund   |
|    | Germania (bandiera) | C     | Martin Wiesner    |
|    | Germania (bandiera) | A     | Volker Beck       |
|    | Germania (bandiera) | A     | Dieter Dannenberg |
|    | Serbia (bandiera)   | A     | Veljko Malbasic   |
|    | Germania (bandiera) | A     | Andreas Merkle    |
|    | Germania (bandiera) | A     | Detlef Olaidotter |
|    | Germania (bandiera) | A     | Thomas Remark     |
|    | Germania (bandiera) | A     | Frank Sandrisser  |
|    | Germania (bandiera) | A     | Ralf Vollmer      |

## Organigramma societario
Area tecnica
- Allenatore: Dieter Renner
- Allenatore in seconda:
- Preparatore dei portieri:
- Preparatori atletici:

## Calciomercato

### Sessione estiva
| Acquisti | Acquisti          | Acquisti         | Acquisti |
| R.       | Nome              | da               | Modalità |
| -------- | ----------------- | ---------------- | -------- |
| A        | Detlef Olaidotter | Waldhof Mannheim |          |

| Cessioni | Cessioni         | Cessioni         | Cessioni |
| R.       | Nome             | a                | Modalità |
| -------- | ---------------- | ---------------- | -------- |
| C        | Egon Flad        | Blau-Weiß Berlin |          |
| C        | Dietmar Hohn     | Aalen            |          |
| A        | Jürgen Klinsmann | Stoccarda        |          |

### Sessione invernale
| Acquisti | Acquisti | Acquisti | Acquisti |
| R.       | Nome     | da       | Modalità |
| -------- | -------- | -------- | -------- |

| Cessioni | Cessioni | Cessioni | Cessioni |
| R.       | Nome     | a        | Modalità |
| -------- | -------- | -------- | -------- |

## Risultati

### 2. Bundesliga

#### Girone di andata
| Arbitro: | Vasel |

|                            |           |  |
| Dannenberg 57’, 72’ (rig.) | Marcatori |  |

| Arbitro: | Ermer |

|                             |           |                            |
| Müller 13’, 85’ Freiler 43’ | Marcatori | 71’ (rig.), 75’ Dannenberg |

| Arbitro: | Zimmermann |

|                                                   |           |                        |
| Merkle 37’ Vollmer 48’ Dannenberg 49’ (rig.), 86’ | Marcatori | 72’ Labbadia 90’ Ossen |

| Arbitro: | Diekert |

|                              |           |  |
| Eplinius 66’ Panierschky 87’ | Marcatori |  |

| Arbitro: | Assenmacher |

|                          |           |                     |
| Ackermann 74’ Merkle 86’ | Marcatori | 57’ Weiner 90’ Skov |

| Arbitro: | Puchalski |

|                     |           |           |
| Surmann 30’ Gue 33’ | Marcatori | 82’ Finke |

| Arbitro: | Föckler |

|           |           |                          |
| Jeske 51’ | Marcatori | 55’ Bittorf 88’ Eckstein |

| Arbitro: | Matheis |

|  |           |            |
|  | Marcatori | 73’ Hobday |

| Arbitro: | Boos |

|  |           |            |
|  | Marcatori | 77’ Meisel |

| Arbitro: | Weber |

|                                        |           |  |
| Kropp 19’ Kurtenbach 40’, 53’ Gede 71’ | Marcatori |  |

| Arbitro: | Reinstädtler |

|                                |           |  |
| Sarroca 17’ Schwarz 55’ (rig.) | Marcatori |  |

| Arbitro: | Kasperowski |

|                |           |  |
| Dannenberg 90’ | Marcatori |  |

| Arbitro: | Broska |

|                  |           |  |
| Finke 36’ (aut.) | Marcatori |  |

| Arbitro: | Probst |

|            |           |                             |
| Hobday 27’ | Marcatori | 58’ Bebensee 70’ Kirschbaum |

| Arbitro: | Steffens |

|                             |           |  |
| Philipkowski 59’ Demuth 81’ | Marcatori |  |

| Arbitro: | Scheuerer |

|                               |           |                 |
| Merkle 5’ Dannenberg 40’, 60’ | Marcatori | 69’ Burgsmüller |

| Arbitro: | Mierswa |

|           |           |            |
| Poqué 83’ | Marcatori | 85’ Remark |

| Arbitro: | Ermer |

|                                                   |           |  |
| Merkle 7’ Ackermann 12’ Remark 57’ Dannenberg 82’ | Marcatori |  |

| Arbitro: | Bruch |

|                      |           |                 |
| Hauck 10’ Kohnle 21’ | Marcatori | 82’, 84’ Hobday |

#### Girone di ritorno
| Arbitro: | Steffens |

|           |           |            |
| Hotić 76’ | Marcatori | 85’ Remark |

| Arbitro: | Boos |

|                           |           |           |
| Vollmer 36’ Schindler 50’ | Marcatori | 71’ Fuchs |

| Arbitro: | Diekert |

|          |           |  |
| Kuhl 40’ | Marcatori |  |

| Arbitro: | Puchalski |

|                      |           |               |
| Dannenberg 7’ (rig.) | Marcatori | 88’ Deuerling |

| Arbitro: | Huster |

|           |           |                             |
| Timme 45’ | Marcatori | 44’, 80’ Vollmer 84’ Remark |

| Arbitro: | Tritschler |

|                       |           |               |
| Dannenberg 12’ (rig.) | Marcatori | 49’ Vjetrović |

| Arbitro: | Wiesel |

|                                     |           |  |
| Nitsche 14’ Dorfner 16’ Güttler 36’ | Marcatori |  |

| Arbitro: | Vasel |

|                                   |           |                     |
| Vollmer 51’ Dannenberg 62’ (rig.) | Marcatori | 76’ (rig.) Notthoff |

| Arbitro: | Kost |

|           |           |  |
| Weber 28’ | Marcatori |  |

| Arbitro: | Kasperowski |

|               |           |           |
| Olaidotter 7’ | Marcatori | 56’ Baier |

| Arbitro: | Amerell |

|                     |           |  |
| Hobday 7’ Finke 22’ | Marcatori |  |

| Arbitro: | Kriegelstein |

|            |           |  |
| Jusufi 20’ | Marcatori |  |

| Arbitro: | Wuttke |

|                                                     |           |                        |
| Vollmer 17’ Paulus 64’ (aut.) Dannenberg 70’ (rig.) | Marcatori | 43’ Hahn 53’ Grünewald |

| Arbitro: | Werner |

|                       |           |  |
| Bebensee 45’ Flad 63’ | Marcatori |  |

| Arbitro: | Probst |

|                             |           |  |
| Remark 23’, 25’ Raubold 63’ | Marcatori |  |

| Oberhausen 18 maggio 1985, ore 15:00 CEST 35ª giornata | RW Oberhausen | 0 – 0 referto | Kickers Stoccarda | Niederrheinstadion (2 400 spett.)\| Arbitro: \| Zimmermann \| |
| Arbitro:                                               | Zimmermann    |               |                   |                                                               |

| Arbitro: | Jupe |

|            |           |               |
| Remark 68’ | Marcatori | 50’ Delzepich |

| Arbitro: | Kriegelstein |

|                               |           |                                            |
| Steubing 34’ Drews 76’ (rig.) | Marcatori | 21’, 67’ Dannenberg 30’ Remark 85’ Wiesner |

| Arbitro: | Brückner |

|                        |           |  |
| Remark 67’ Vollmer 75’ | Marcatori |  |

### Coppa di Germania
| Arbitro: | Gabor |

|                                                                                      |           |  |
| Allofs 8’, 20’, 62’ Hartwig 30’ Strack 47’ Hobday 57’ (aut.) Lehnhoff 83’ Dickel 85’ | Marcatori |  |

## Statistiche

### Statistiche di squadra
| Competizione      | Punti | In casa | In casa | In casa | In casa | In casa | In casa | In trasferta | In trasferta | In trasferta | In trasferta | In trasferta | In trasferta | Totale | Totale | Totale | Totale | Totale | Totale | DR |
| Competizione      | Punti | G       | V       | N       | P       | Gf      | Gs      | G            | V            | N            | P            | Gf           | Gs           | G      | V      | N      | P      | Gf     | Gs     | DR |
| ----------------- | ----- | ------- | ------- | ------- | ------- | ------- | ------- | ------------ | ------------ | ------------ | ------------ | ------------ | ------------ | ------ | ------ | ------ | ------ | ------ | ------ | -- |
| 2. Bundesliga     | 37    | 19      | 11      | 5       | 3       | 36      | 18      | 19           | 3            | 4            | 12           | 15           | 31           | 38     | 14     | 9      | 15     | 51     | 49     | +2 |
| Coppa di Germania | -     | 0       | 0       | 0       | 0       | 0       | 0       | 1            | 0            | 0            | 1            | 0            | 8            | 1      | 0      | 0      | 1      | 0      | 8      | -8 |
| Totale            | 37    | 19      | 11      | 5       | 3       | 36      | 18      | 20           | 3            | 4            | 13           | 15           | 39           | 39     | 14     | 9      | 16     | 51     | 57     | -6 |

### Andamento in campionato
| Giornata  | 1 | 2 | 3 | 4  | 5 | 6  | 7  | 8  | 9  | 10 | 11 | 12 | 13 | 14 | 15 | 16 | 17 | 18 | 19 | 20 | 21 | 22 | 23 | 24 | 25 | 26 | 27 | 28 | 29 | 30 | 31 | 32 | 33 | 34 | 35 | 36 | 37 | 38 |
| --------- | - | - | - | -- | - | -- | -- | -- | -- | -- | -- | -- | -- | -- | -- | -- | -- | -- | -- | -- | -- | -- | -- | -- | -- | -- | -- | -- | -- | -- | -- | -- | -- | -- | -- | -- | -- | -- |
| Luogo     | C | T | C | T  | C | T  | C  | T  | C  | T  | T  | C  | T  | C  | T  | C  | T  | C  | T  | T  | C  | T  | C  | T  | C  | T  | C  | T  | C  | C  | T  | C  | T  | C  | T  | C  | T  | C  |
| Risultato | V | P | V | P  | N | P  | P  | V  | P  | P  | P  | V  | P  | P  | P  | V  | N  | V  | N  | N  | V  | P  | N  | V  | N  | P  | V  | P  | N  | V  | P  | V  | P  | V  | N  | N  | V  | V  |
| Posizione | 1 | 7 | 3 | 11 | 9 | 12 | 12 | 11 | 11 | 15 | 18 | 17 | 17 | 18 | 20 | 19 | 19 | 18 | 17 | 16 | 13 | 16 | 14 | 13 | 12 | 14 | 13 | 16 | 16 | 14 | 15 | 15 | 15 | 13 | 14 | 13 | 11 | 9  |

Legenda:

Luogo: C = Casa; T = Trasferta. Risultato: V = Vittoria; N = Pareggio; P = Sconfitta.

### Statistiche dei giocatori
| Giocatore     | 2. Bundesliga | 2. Bundesliga | 2. Bundesliga | 2. Bundesliga | Coppa di Germania | Coppa di Germania | Coppa di Germania | Coppa di Germania | Totale   | Totale | Totale      | Totale     |
| Giocatore     | Presenze      | Reti          | Ammonizioni   | Espulsioni    | Presenze          | Reti              | Ammonizioni       | Espulsioni        | Presenze | Reti   | Ammonizioni | Espulsioni |
| ------------- | ------------- | ------------- | ------------- | ------------- | ----------------- | ----------------- | ----------------- | ----------------- | -------- | ------ | ----------- | ---------- |
| R. Ackermann  | 35            | 2             | 6             | 0             | 1                 | 0                 | 0                 | 0                 | 36       | 2      | 6           | 0          |
| V. Beck       | 15            | 0             | 1             | 0             | 1                 | 0                 | 0                 | 0                 | 16       | 0      | 1           | 0          |
| S. Bethäuser  | 1             | 0             | 0             | 0             | 0                 | 0                 | 0                 | 0                 | 1        | 0      | 0           | 0          |
| W. Cimander   | 36            | 0             | 1             | 0             | 0                 | 0                 | 0                 | 0                 | 36       | 0      | 1           | 0          |
| D. Dannenberg | 36            | 16            | 0             | 0             | 1                 | 0                 | 0                 | 0                 | 37       | 16     | 0           | 0          |
| D. Finke      | 37            | 2             | 5             | 0             | 1                 | 0                 | 0                 | 0                 | 38       | 2      | 5           | 0          |
| R. Forster    | 26            | 0             | 1             | 0             | 1                 | 0                 | 0                 | 0                 | 27       | 0      | 1           | 0          |
| P. Hesselbach | 1             | 0             | 0             | 0             | 1                 | 0                 | 0                 | 0                 | 2        | 0      | 0           | 0          |
| P. Hobday     | 33            | 5             | 9             | 0             | 1                 | 0                 | 0                 | 0                 | 34       | 5      | 9           | 0          |
| A. Hägele     | 5             | 0             | 0             | 0             | 0                 | 0                 | 0                 | 0                 | 5        | 0      | 0           | 0          |
| A. Jeske      | 19            | 1             | 5             | 0             | 1                 | 0                 | 0                 | 0                 | 20       | 1      | 5           | 0          |
| V. Malbasic   | 1             | 0             | 0             | 0             | 0                 | 0                 | 0                 | 0                 | 1        | 0      | 0           | 0          |
| A. Merkle     | 22            | 4             | 0             | 0             | 0                 | 0                 | 0                 | 0                 | 22       | 4      | 0           | 0          |
| E. Müller     | 30            | 0             | 1             | 0             | 0                 | 0                 | 0                 | 0                 | 30       | 0      | 1           | 0          |
| J. Müller     | 9             | 0             | 1             | 0             | 0                 | 0                 | 0                 | 0                 | 9        | 0      | 1           | 0          |
| U. Müller     | 1             | 0             | 0             | 0             | 0                 | 0                 | 0                 | 0                 | 1        | 0      | 0           | 0          |
| D. Olaidotter | 19            | 1             | 5             | 0             | 0                 | 0                 | 0                 | 0                 | 19       | 1      | 5           | 0          |
| H. Raubold    | 33            | 1             | 1             | 0             | 1                 | 0                 | 0                 | 0                 | 34       | 1      | 1           | 0          |
| T. Remark     | 23            | 9             | 1             | 0             | 0                 | 0                 | 0                 | 0                 | 23       | 9      | 1           | 0          |
| F. Sandrisser | 3             | 0             | 0             | 0             | 0                 | 0                 | 0                 | 0                 | 3        | 0      | 0           | 0          |
| B. Schindler  | 33            | 1             | 6             | 0             | 1                 | 0                 | 0                 | 0                 | 34       | 1      | 6           | 0          |
| T. Siegmund   | 3             | 0             | 0             | 0             | 0                 | 0                 | 0                 | 0                 | 3        | 0      | 0           | 0          |
| R. Vollmer    | 35            | 7             | 4             | 0             | 1                 | 0                 | 0                 | 0                 | 36       | 7      | 4           | 0          |
| M. Wiesner    | 33            | 1             | 2             | 0             | 1                 | 0                 | 0                 | 0                 | 34       | 1      | 2           | 0          |